# Widzenie Ezechiela
Widzenie Ezechiela – obraz olejny namalowany przez Rafaela ok. 1516 roku lub ok. lat 1517–1518. Znajduje się w zbiorach Palazzo Pitti we Florencji.
Malując obraz Rafael inspirował się biblijnym opisem wizji proroka Ezechiela oraz legendą o objawieniu Jana Ewangelisty na wyspie Patmos. Na obrazie dostrzegalne są również inspiracje twórczością Michała Anioła. Dzieło wyróżnia się zmysłowym kolorytem oraz oryginalnym ujęciem. Przeżywający widzenie Ezechiel znajduje się w wąskim pasie kompozycji burzowego pejzażu. Prorok jest niemal niewidoczny. Ezechiel oraz towarzyszący mu koń są oświetleni promieniem światła. Niemal całą powierzchnię obrazu zajmuje Jahwe (przypominający Zeusa-Jowisza). Unosi on ręce w geście błogosławieństwa. Towarzyszą mu dwaj cherubini oraz ewangeliści ukazano w formie symboli (Mateusz–anioł, Marek–lew, Łukasz–wół i Jan–orzeł). Bóg jest źródłem blasku, ma kontrolę nad wszystkimi żywiołami. Wraz z towarzyszącymi mu postaciami znajduje się w świetlistej poświacie pośród chmur burzowych.
Wcześniej podejrzewano, że obraz namalowali Giulio Romano lub Gianfrancesco Penni, będący uczniami Rafaela.
Giorgio Vasari podaje, że zleceniodawcą obrazu był Vincenzo Ercolani z Bolonii. Jednocześnie Vasari błędnie podaje, że obraz przedstawia Chrystusa. Na przełomie XVIII i XIX wieku oraz został wywieziony przez wojska Napoleona Bonapartego. Przez krótki czas znajdował się w Paryżu. Obraz wrócił do Florencji w 1815 roku.